# バラエティ (国際慈善団体)
バラエティ（Variety, the Children's Charity） は、子供を対象にした世界的な慈善団体（Variety）である。日本にも支部（バラエティクラブジャパンTent83）がある。

## 発端
1914年に始まった第一次世界大戦は、1918年に終結し、1920年代後半のアメリカは空前の大繁栄をとげた。大衆の生活は大量生産・大量消費の生活様式が確立し、「黄金の20年代」と呼ばれた。世界恐慌の引き金となるニューヨーク証券取引所での株価の大暴落は、1929年10月24日に起こったのである。
そのような時代背景の中で、1927年10月10日、米国ペンシルバニア州ピッツバーグでショー・ビジネスに携わる11人の男性が、社会活動をするグループとして、「バラエティ・クラブ」（Variety Club）を創設した。
1928年のクリスマスイブの晩、ペンシルバニア州ピッツバーグのシェリダン・スクエア映画館（Sheridan Square Film Theatre）の階段に、小さな赤ん坊（女児）が捨てられていた。手紙にはこう書いてあった。
どうか、私の赤ん坊を育ててくださるようお願い申しあげます。赤ん坊の名前はキャサリンです。夫は失業中なのに、私には、他に8人の子供がいて、もう、育てるのは無理なんです。キャサリンは感謝祭の日に生まれました。私は、ショー・ビジネスの人たちは情け深い人たちと聞いています。どうか神様、キャサリンを育てて下さいますよう、心からお祈り申しあげます。　失意の母より
警察と地元の新聞は、必死に両親を探したが見つからず、「バラエティ・クラブ」のリーダーだったジョン・ハリス（John H. Harris）が、この赤ちゃんを、クラブ名と劇場名にちなんで、キャサリン・バラエティ・シェリダン（Catherine Variety Sheridan）と命名した。彼の母親が支援していたピッツバーグのロゼリア・ファンドリング・ホーム（Pittsburgh's Roselia Foundling Home）に預け、彼女の生活の面倒を見た。
「バラエティ・クラブ」の了解の元、メディアを通して、ジョン・ハリスが、このことを伝えると、たくさんの支援の声が上がった。これをきっかけとして、「バラエティ・クラブ」は世界中の恵まれない子供たちを助けることを始めた。ジョン・ハリスは、後に、バラエティ・インターナショナルの初代会長に就任する。

## 関連事項
パラマウント映画の1947年作品「Variety Girl」は、この赤ちゃんの話をヒントに制作された。
1947年5月、米国ニューイングランド地方のバラエティ会員たちは、小児白血病の治療と研究を行なっていたボストン小児病院の小児科医であるシドニー・ファーバー（Sidney Farber）の実験室を見学した。この見学から帰ると、見学リーダーのビル・コスター（Bill Koster）は、シドニー・ファーバーと共に、小児癌の研究助成基金を集めるための小児癌研究助基金（Children's Cancer Research Fund）を設立した。
別の2人はダナ・ファーバー癌研究所への助成のため、ジミー基金（The Jimmy Fund）を設立した 。
キャサリン・バラエティ・シェリダンは、その後、5歳の時、ニューヨーク州ロングアイランドの富豪・ライカ―夫妻（Norman and Gladys Riker）の養子となり、ジョアン・ライカ―（Joan Riker）と改名された。1951年、コーネル大学の看護学科を卒業し、軍隊に看護師として働き、1957年、海軍大尉マイケル・マーリック（Michael Mrlik）と結婚した。夫と共に20年ほどアジアに住み、3人の子供をもうけた。その後、夫の移動に伴い、サウスカロライナ州チャールストンに住み、1994年9月9日、当地で亡くなった（65歳） 。

## 現在
2013年現在、世界13か国（下記）以上に43支部（テント：tent）以上がある。

米国、英国、カナダ、オーストラリア、日本、イスラエル、オランダ、ニュージーランド、南アフリカ共和国、フランス、アイルランド、メキシコ、バルバドス、香港、他。
毎年約4千万USドル（約40億円）以上の資金を集め、2013年現在まで、17億USドル（約1700億円）を世界中の恵まれない子供のために使った。
いままで、世界の多数のリーダーがバラエティ年次国際大会に祝辞を送ってきた。一部をあげると、レーガン、フォード、トルーマン、アイゼンハワー、カーター、ケネディなどの米国の元大統領。それに、英国の複数の首相、カナダの複数の首相など、錚々たる人物である。英国王室のチャールズハウスもバラエティを支援している。日本では小泉元総理が総理時代にバラエティへメッセージを送っている。 。
毎年開催のバラエティ年次国際大会で、アウォードとして賞や助成金を授与している。アウォードは次の種類がある。「Humanitarian Award」「The Catherine Variety Sheridan Award」「William R. Forman International Heart Awards」「The Sir James Carreras Award」「Corporate Awards」「Media Awards」「Mort Sunshine Awards」「Sunshine Coach Awards」「Wheelchair Mobility Award」「Presidential Citations」。
「Humanitarian Award」はコカコーラ社の支援を受け、60年以上も続いている。受賞者は錚々たる人物で、ウィンストン・チャーチル、ヘンリー・キッシンジャー、ボブ・ホープ、フランク・シナトラ、サミー・デイヴィスJr.、ジェリー・ルイス、ロジャー・ムーアなどがいる。1991年の受賞者は女優のオードリー・ヘプバーン、2009年の受賞者は音楽プロデューサーのサイモン・コーウェルである。 。

## スポンサー
バラエティのスポンサーは映画業界のスポンサーがスペシャルスポンサーを務め、ウォルト・ディズニー・カンパニー、ユニバーサル・ピクチャーズ、ピクサー・アニメーション・スタジオ、ソニー・ピクチャーズ エンタテインメント、ワーナー・ブラザース等、世界的に有名な企業が支援している。その他、コカ・コーラやミス・ワールド等、世界的に有名な企業、団体も支援している。（http://varietyjp.org）
また、バラエティの支援者としてハリウッドスターや王室の方々が支援を行っている。アーノルド・シュワルツェネッガー、オードリー・ヘプバーン、ダイアナ (プリンセス・オブ・ウェールズ)、ジョージ・フォアマン、ジム・キャリー、スティーヴィー・ワンダー、他多数。

## 用語
バラエティは、ショー・ビジネスの世界の人たちが最初に設立したので、カーニバルやサーカスで使う言葉を多用している。米国内の支部も世界各国の支部も支部はテント（tent）、本部と支部の理事はクルー（Crew）、理事長はチーフバーカー（Chief Barker）と呼ばれている。

## テレソン
アメリカとカナダのテレビ局の長時間特別番組・テレソンとして、子供の病気と戦うテレビ番組が、バラエティの支援で制作され、放映されている。
書きかけです。英語版をご覧ください。

## 日本支部
日本支部はバラエティクラブジャパンである。Tent83。2015年より新しい体制となり、所在地が埼玉県から東京都中央区銀座に移転し、多くの支援活動を行っている。2014年より専務理事として我妻孝一氏を迎え入れ、2015年の総会決議により我妻孝一氏を最高経営責任者とした。（2016年任期満了）ユニバーサル・スタジオの映画とタイアップをしたミニオンズランを仕掛け、日本全国で6万人以上を動員。現在もユニバーサル・スタジオがミニオンズランを引継ぎ、全国で開催中。2016年の国際会議ではタイアップイベント「ミニオンズラン」などが評価され、Innovation Awardを受賞。イギリスで開催された国際会議で我妻孝一氏がCEOとして登壇し、Varietyの幹部・支部長に向けて映画館でプレゼンを行った。

## 引用文献
1. ↑  “Our History”.   Variety Club. 2011年9月6日閲覧。
2. ↑  Mukherjee, Siddhartha (16 November 2010). The Emperor of All Maladies: A Biography of Cancer. Simon and Schuster. pp. 95-96. ISBN 978-1-4391-0795-9 2011年9月6日閲覧。
3. ↑  Joan Mrlik; Inspired Children's Charity - Los Angeles Times　2013年4月22日閲覧
4. ↑  World Leaders on Variety - Variety International 2013年4月22日閲覧
5. ↑  Humanitarian Awards - Variety International 2013年4月22日閲覧